# Radětice (ort i Tjeckien, Södra Böhmen)
Radětice är en ort i Tjeckien.   Den ligger i regionen Södra Böhmen, i den centrala delen av landet, 90 km söder om huvudstaden Prag. Radětice ligger 424 meter över havet och antalet invånare är 229.
Terrängen runt Radětice är platt. Runt Radětice är det ganska tätbefolkat, med 192 invånare per kvadratkilometer. Närmaste större samhälle är Tábor, 18,9 km nordost om Radětice. I omgivningarna runt Radětice växer i huvudsak blandskog.